# Wilhelm Freh
Wilhelm Freh (* 18. August 1910 in Wien; † 5. November 1986 in Salzburg) war ein österreichischer Mineraloge, Petrograf und Museumsleiter.

## Leben
Wilhelm Freh studierte Allgemeine Naturwissenschaften und Chemie an der Universität Wien und promovierte 1936 zum Dr. phil. 1936 bis 1938 war er dort Privatassistent des Universitätsprofessors Emil Dittler. Nach dem „Anschluss“ war er 1938 bis 1940 bei der Wehrmacht, wurde schwer verwundet und kam danach zur Weiterbildung an die TU München und Hannover. Nach Kriegsende 1945 kehrte er zu seiner Familie nach Aschach an der Donau zurück. Er wurde 1946 Leiter der mineralogischen und geologischen Abteilung am OÖ. Landesmuseum.
1960 bis 1975 war er Direktor des oberösterreichischen Landesmuseums. Er verfasste einige wissenschaftliche Beiträge und Ausstellungskataloge.
1963 wurde Freh das Goldene Ehrenzeichen für Verdienste um die Republik Österreich verliehen. Nach ihm ist eine Spezies eines Anthracotheriums aus den oberoligozänen Linzer Sanden (Anthracotherium frehi n. sp.) benannt. Er war ab 1967 Vorstandsmitglied des OÖ. Musealvereins.

## Publikationen (Auswahl)
- Anton Wilhelm, Wilhelm Freh, Fritz Czauczer: Die Pferdebahn Budweis-Linz-Gmunden. Linz 1982.